# Cormelles-le-Royal
Cormelles-le-Royal is een gemeente in het Franse departement Calvados (regio Normandië). De plaats maakt deel uit van het arrondissement Caen. Cormelles-le-Royal telde op 1 januari 2022 5.273 inwoners.

## Geografie
De oppervlakte van Cormelles-le-Royal bedroeg op 1 januari 2022 3,48 vierkante kilometer; de bevolkingsdichtheid was toen 1.515,2 inwoners per km².
De onderstaande kaart toont de ligging van Cormelles-le-Royal met de belangrijkste infrastructuur en aangrenzende gemeenten.

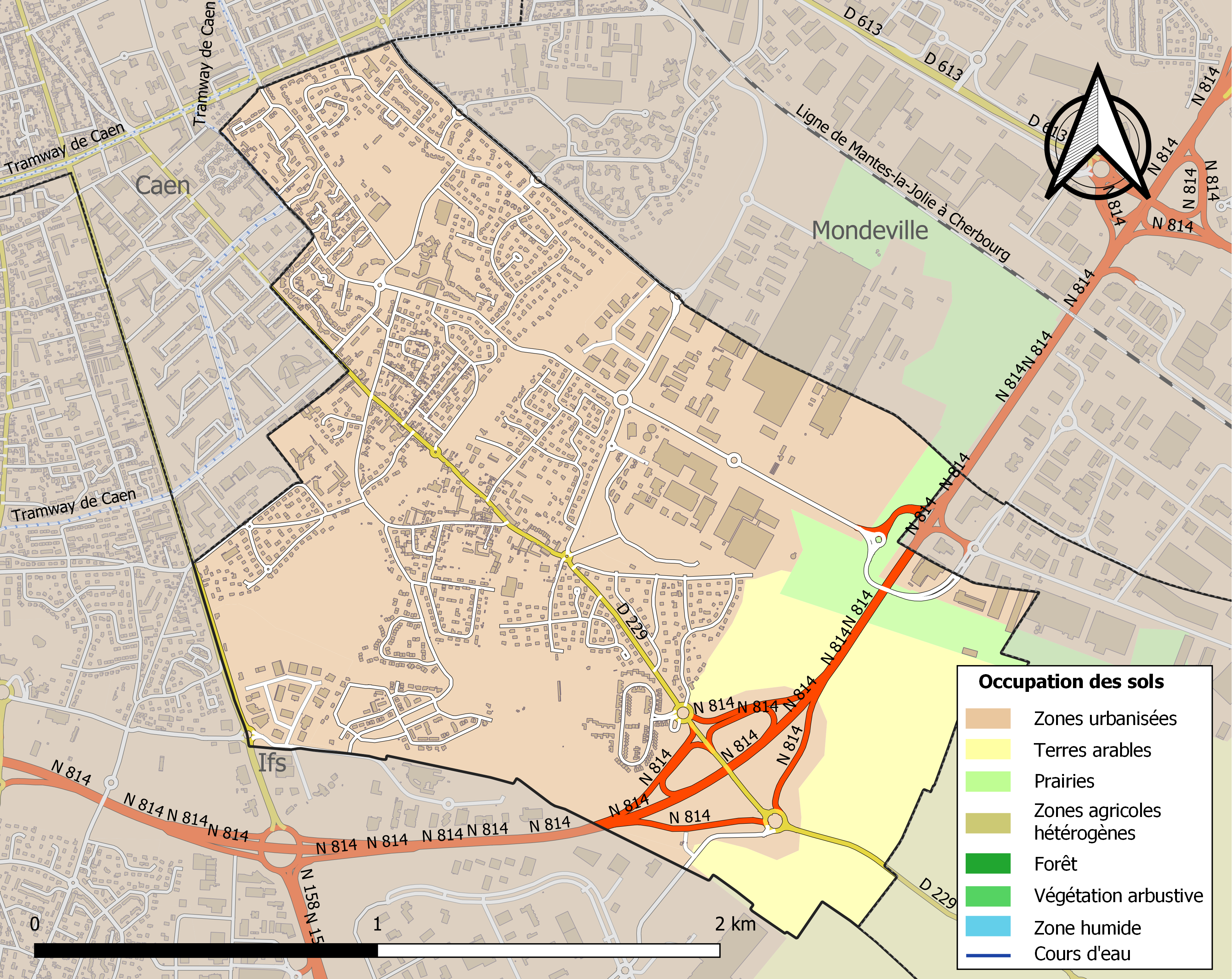

## Demografie
Onderstaande figuur toont het verloop van het inwonertal (bron: INSEE-tellingen).
Vanwege een beveiligingsprobleem met de MediaWiki Graph-software is het momenteel niet mogelijk deze grafiek weer te geven. Zodra de software is bijgewerkt zal de grafiek vanzelf weer zichtbaar worden.